# Rodovia Cairo–Dacar
A Rodovia Transafricana 1 (TAH 1), também conhecida como Rodovia Cairo – Dacar, é uma rodovia transnacional que faz parte da Rede Rodoviária Transafricana, sob responsabilidade da Comissão Econômica das Nações Unidas para a África, do Banco Africano de Desenvolvimento, da União Africana e dos Estados nacionais atravessados. A principal parte da rodovia, entre Trípoli e Nuaquexote, foi sido construída sob um projeto da União do Magrebe Árabe.
A TAH 1 tem uma longitude de 8.636 km e é traçada ao longo do litoral mediterrâneo do África do Norte, continuando pela costa do Atlântico do noroeste de África. Está substancialmente completa exceto na fronteira entre Mauritânia e Marrocos, onde há apenas um caminho pelo deserto. Une-se a Rodovia Dacar–Lagos para formar a rota norte-sul entre Rabate e Monróvia atravessando o Saara e rodeando a extremidade ocidental do continente.